# Островецкий сельский округ
Островецкий сельский округ — упразднённая административно-территориальная единица, существовавшая на территории Раменского района Московской области в 1994—2006 годах.
Островецкий сельсовет был образован в первые годы советской власти. По данным 1919 года он входил в состав Мячковской волости Бронницкого уезда Московской губернии.
В 1926 году Островецкий с/с включал 1 населённый пункт — деревню Островцы.
В 1929 году Островецкий с/с был отнесён к Раменскому району Московского округа Московской области.
17 июля 1939 года к Островецкому с/с был присоединён Заозерский с/с (селения Заозерье, Сельцо и Черново).
14 июня 1954 года к Островецкому с/с был присоединён Верхне-Мячковский сельсовет.
3 июня 1959 года Раменский район был упразднён и Островецкий с/с вошёл в Люберецкий район.
28 июля 1960 года Островецкий с/с был передан в восстановленный Раменский район.
1 февраля 1963 года Раменский район был вновь упразднён и Островецкий с/с вошёл в Люберецкий сельский район. 11 января 1965 года Островецкий с/с был возвращён в восстановленный Раменский район.
11 сентября 1967 года из Островецкого с/с в Чулковский был передан жилой посёлок ДЭУ-41.
3 февраля 1994 года Островецкий с/с был преобразован в Островецкий сельский округ.
В ходе муниципальной реформы 2004—2005 годов Островецкий сельский округ прекратил своё существование как муниципальная единица. При этом все его населённые пункты были переданы в сельское поселение Островецкое.
29 ноября 2006 года Островецкий сельский округ исключён из учётных данных административно-территориальных и территориальных единиц Московской области.